# نوندا، میشیگان
نوندا (به انگلیسی: Nunda Township) یک منطقهٔ مسکونی در ایالات متحده آمریکا است که در شهرستان چبویگان، میشیگان واقع شده‌است.
 نوندا ۱۸۵٫۱ کیلومتر مربع مساحت و ۱٬۰۴۲ نفر جمعیت دارد و ۲۷۱ متر بالاتر از سطح دریا واقع شده‌است.